# 新普羅格雷索 (聖馬科斯省)
新普羅格雷索（西班牙語：Nuevo Progreso），是危地馬拉的城鎮，位於該國西南部，由聖馬科斯省負責管轄，面積140平方公里，海拔高度637米，2002年人口26,140，人口密度每平方公里186.71人。